# Love is a game
Love is a game treći je studijski album hrvatske jazz i rock glazbenice Zdenke Kovačiček, kojeg 1989. godine objavljuje diskografska kuća Suzy.
Materijal je snimljen u studiju "Vatroslav Lisinski" u Zagrebu. Autor glazbe je Dalibor Paulik, dok je tekst napisao Dubravko Stojsavljević pod pseudonimom David Stopper, a Kovačiček ih je otpjevala na engleskom jeziku. Album promovira na festivalima u Los Angelesu, Finskoj i na Middemu u Cannesu.

## Popis pjesama

### A strana
1. "Memories, only memories"
2. "Love is a game"
3. "Never in my life"
4. "The violin song"
5. "Real you, real me"

### B strana
1. "All I want is a bit of you"
2. "Love me tonight"
3. "Stranger in your dreams"
4. "Say no more"
5. "Day by day"

## Produkcija
- Producent, Aranžer - Igor Savin
- Izvršni producent - Ante Svalina
- Tehničar - Miljenko Grasso
- Tekst - David Stopper (Dubravko Stojsavljević)
- Glazba - Dalibor Paulik
- Orkestar - Orkestar Igora Savina
- Saksofon (Tenor, Sopran) - Željko Kovačević
- Dizajn - Ljudevit Gaj
- Fotografija - Višnja Serdar

## Vanjske poveznice
- Discogs.com - Recenzija albuma Love Is A Game